# Petrovo-Krasnosillja
Petrovo-Krasnosillja (ukrajinsky Петрово-Красносілля, známé i pod svým názvem z let 1959 až 2016 Petrovske, ukrajinsky Петровське; rusky Петровское, Petrovskoje) je město v Luhanské oblasti na Ukrajině, které si od roku 2014 nárokuje samozvaná Luhanská lidová republika. Leží 45 kilometrů jihozápadně od Luhanska, správního střediska celé oblasti (resp. republiky), v těsném sousedství města Krasnyj Luč, do jehož městského okresu spadá. V roce 2013 žilo v Petrovském podle odhadu 13 260 obyvatel.
Starší název Petrovske neslo město po Hryhoriji Ivanovyčovi Petrovském, ukrajinském politikovi v období příslušnosti země k Sovětskému svazu.

## Dějiny
Dějiny města začínají někdy v sedmdesátých letech osmnáctého století a poprvé je písemně zmíněno v roce 1790 jako vesnice Petrovo-Krasnosele (ukrajinsky Петрово-Красноселье).
Rozvoj města souvisel zejména s budováním chemického průmyslu. V roce 1896 byla v Petrovském otevřena rusko-francouzská chemická továrna.
Za druhé světové války došlo k obsazení Petrovského německou armádou (Wehrmacht). Proto byly chemické továrny sovětskými úřady zavčas evakuovány a přesunuty na východ, mj. do Sterlitamaku a Permu. Dne 2. září 1943 osvobodila město Rudá armáda a v roce 1944 byly chemické továrny obnoveny.
V roce 1938 dostalo Petrovske status sídla městského typu. Od roku 1963 je Petrovske městem.
Od května 2014 je město součástí Luganské lidové republiky. Na základě zákona přijatého ukrajinským parlamentem dne 12. května 2016 bylo město ukrajinskými úřady formálně přejmenováno na Petrovo-Krasnosillja.